# 제리 오코널
제리 오코널(Jerry O'Connell, 1974년 2월 17일 ~ )은 미국의 배우, 텔레비전 진행자이다.

## 경력
어려서 연기 경력을 시작했으며, 덩컨 하인스(Duncan Hines) 쿠키의 아동 광고 모델이었다. 11살이 되면서 첫 장편 영화인 롭 라이너 감독의 《스탠 바이 미》(1986)를 찍게 되었다. 1987년 콘푸로스트 광고에 나왔다.
1988년부터 1991년까지 캐나다 공상 과학 시트콤 《슈퍼소년 앤드류》에서 초인으로서의 능력이 발현되는 십대 슈퍼 히어로 역으로 출연했다.
뉴욕 대학교의 여름 방학 때 장편 영화 《캘린더 걸》(1993)에서 제이슨 프리스틀리, 게이브리얼 올즈와 함께 주연을 맡았다.

## 출연 작품

### 영화
- 스탠 바이 미 (1986)
- 캘린더 걸 (1993, Calendar Girl)
- 조의 아파트 (1996)
- 제리 맥과이어 (1996)
- 스크림 2 (1997)
- 톰캣 (2001)
- 캥거루 잭 (2003)
- 피라냐 (2010)

### 텔레비전
- 슈퍼소년 앤드류 (1988-91, My Secret Identity)
- 크로싱 조던 (2002-07)
- 디펜더스: 유쾌한 변호사들 (2010-11)
- 스타트렉: 로워덱스 (2020-현재)